# Сабурова Євдокія Богданівна
Євдокія Богданівна Сабурова-Висловуха, у постригу інокиня Олександра (пом. 28 листопада 1614/1619/1620) — перша дружина царевича Івана Івановича, невістка Івана Грозного. Через рік після весілля заслана до монастиря.

## Життєпис

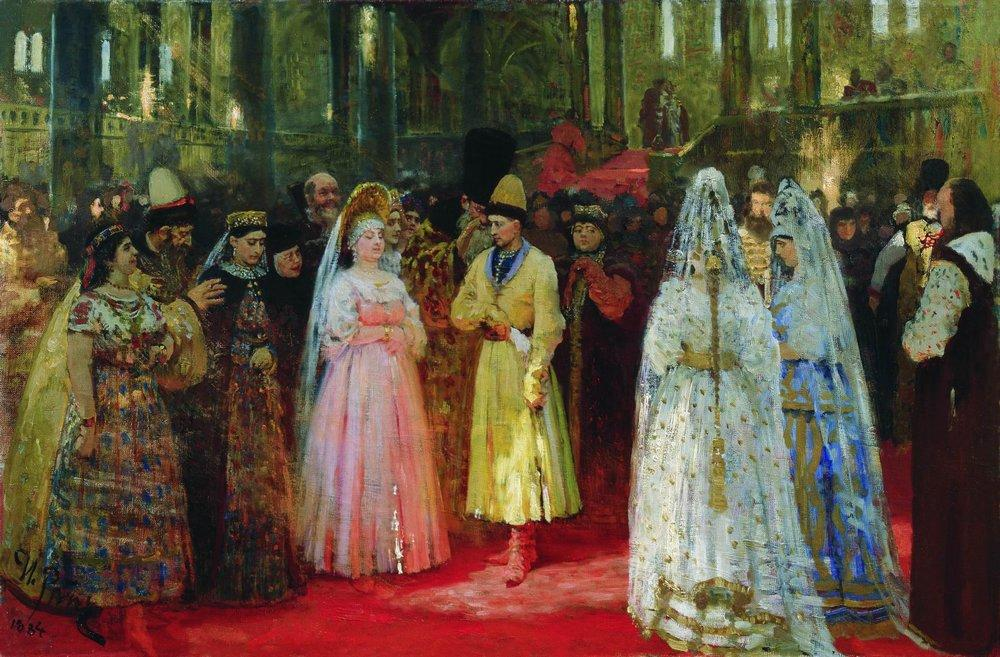
Ілля Рєпін. «Огляд наречених»

У 1571 році цар Іван Грозний влаштував оглядини наречених для вибору собі третьої дружини. Євдокія була однією з учасниць, і хоча царицею стала Марфа Собакіна, руку Сабурової віддали царевичу Івану. Весілля відбулося 4 листопада того ж року в Троїцькому соборі міста Александрова, шістьма днями пізніше весілля батька та Собакіної.
Як відзначають історики, це весілля була вигідним для роду Годунових, оскільки Сабурови перебували з ними в тісному спорідненні.

### Постриг
Пострижена до монастиря в 1572 році під ім'ям Олександри, як вважається, через бездітність, як і її тітка Соломонія. Як і колишню велику княгиню, її молодшу родичку заслали до Покровського монастиря міста Суздаля, де з 1579 року до неї приєднається Параскева Солова, друга дружина царевича Івана, яка не народила дитину за чотири роки шлюбу.
Питання, чи була пострижена Євдокія саме через бездітність, спірне: на відміну від Параскеви, яка мала чотири роки, Євдокія була у шлюбі близько року, а цей період вважається недостатнім, щоб переконатися у безплідності жінки. Припускають, що незабаром після весілля невістка з певної причини стала неугодна свекру, царю Івану, і він наказав заслати її, попри те, що сам царевич дружину кохав. «Нитка, що зв'язувала Сабурових та Годунових з царською сім'єю, обірвалася», після чого Борис Годунов, приклавши зусилля, обручив з іншим сином Грозного, царевичем Федором, свою сестру Ірину.

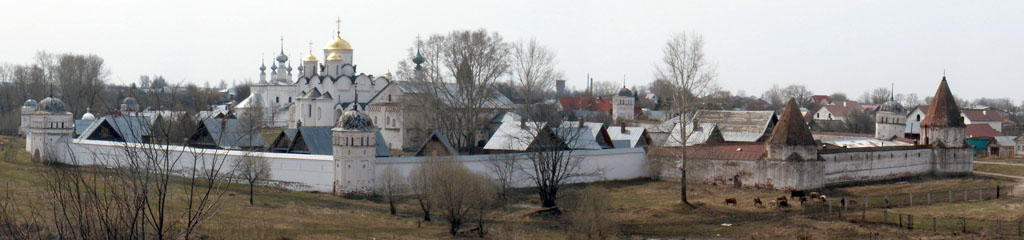
Покровський монастир

«Євдокія Богданівна жила в Покровському монастирі як привілейована особа. Вона мала свої вотчини: село Бережок, село Биково з селами і бортними угіддями, рибними ловами і бобровими гонами. Крім того, мала власні келії, штат служителів і приказного Івана Прошина. В 1608 році, коли польські війська захопили Суздаль, Євдокія Богданівна визнала Лжедимитрія своїм братом царевичем Димитрієм, за що зуміла отримати від нього село Лопатніци, колишню родову вотчину Івана Петровича Шуйського».

### Смерть і поховання
Провівши кілька десятиліть у стінах Покровського монастиря, Євдокія там же й померла. Новий літописець про її смерть повідомляє:

Про преставлення цариці Олександри. У той же час померла цариця [дружина] царевича Івана Івановича, сина царя Івана Васильовича всієї Русії, а була пострижена в Суздалі в Покровському дівочому монастирі; а була [вона] донька Богдана Юрійовича Сабурова; а постриг її цар Іван Васильович за життя царевича Івана Івановича. Похована вона у Вознесенському монастирі з царицями разом.

Вона була похована у південно-східному куті Покровського собору (поховання № 5). Після смерті Євдокії всі її вотчини перейшли у володіння Покровського монастиря.
У 1972 році в соборі проводилися розкопки, в результаті яких могила була розкрита. Черниця, як повідомляє Т. Д. Панова, була знайдена похованою в дубовій колоді човноподібної форми. Витягнутий звідти саван Євдокії Сабурової було реставровано в 1995 році, через 23 роки після вилучення його з гробниці. Реконструкція його в кольорі відтворена І. М. Калиновою. Саван являє собою залишки італійської (венеціанської) шовкової камки з великим рапортом. У 1999 році відбулася передача савану з усипальниці Покровського собору до фондів Суздальського музею.
У Музеях Московського Кремля зберігається невелика ікона Вишгородської Божої Матері в коштовному окладі, що знаходилася в монастирській келії царівни.